# Мад (фільм)
«Мад» (англ. Mud) — кінофільм режисера Джефа Ніколза, який вийшов на екрани в 2012 році. Стрічка брала участь в конкурсній програмі Каннського кінофестивалю.

## Сюжет
14-річний Елліс живе з батьками в плавучому будинку на березі Міссісіпі, допомагає батькові ловити і продавати рибу, а у вільний час разом з другом Некбоуном досліджує береги великої ріки. Одного разу вони виявляють на одному з островів човен, який застряг в гілках дерева після недавньої великої повені. Бажання підлітків зробити човен своїм секретом наштовхується на той факт, що в ньому вже хтось оселився. Незабаром вони зустрічають цього загадкового чоловіка: ним виявляється хтось на ім'я Мад, який стверджує, що вбив в Техасі одну людину і тепер ховається від банди мисливців за головами. Злочин він скоїв через дівчину по імені Джуніпер, з якою він сподівається незабаром зустрітися. Щоб сховатися від переслідувачів разом з коханою, Маду необхідно відремонтувати човен. Елліс і Некбоун, незважаючи на небезпеку, яка їм загрожуює, погоджуються допомогти новому знайомому...

## В ролях
- Меттью Мак-Конегі — Мад
- Тай Шерідан — Елліс
- Джейкоб Лофленд — Некбоун
- Сем Шепард — Том Бленкеншіп
- Різ Уізерспун — Джуніпер
- Рей Маккіннон — Сеньйор, батько Елліса
- Сара Полсон — Мері Лі, мати Елліса
- Майкл Шеннон — Гален, дядько Некбоуна
- Джо Дон Бейкер — Король
- Пол Спаркс — Карвер
- Стюарт Грір — Міллер

## Оцінки
- Фільм отримав високі оцінки критиків. На сайті Rotten Tomatoes фільм має рейтинг 98% на основі 168 рецензій.[2] На сайті Metacritic фільм має оцінку 76 з 100 балів на основі рецензій 35 критиків.[3]
- Національна рада кінокритиків США включила «Мад» в топ 10 незалежних фільмів 2013 року.[4]

## Нагороди та номінації
- 2014 — номінація на премію «Вибір критиків» кращому молодому актору чи актрисі (Тай Шерідан).
- 2014 — премія «Незалежний дух» ім'я Роберта Олтмена (Джефф Ніколз, Франсін Мейслер, Джо Дон Бейкер, Джейкоб Лофленд, Меттью Мак-Конегі, Рей Маккіннон, Сара Полсон, Майкл Шеннон, Сем Шепард, Тай Шерідан, Пол Спаркс, Бонні Стардівант, Різ Уізерспун), а також номінація за кращу режисерську роботу (Джефф Ніколз).
- 2013 — потрапив в десятку кращих незалежних фільмів року за версією Національної ради кінокритиків США.
- 2012 — номінація на Золоту пальмову гілку Канського кінофестивалю (Джефф Ніколз).